# Obecní potok (přítok Habartovského potoka)
Obecní potok (rovněž uváděn jako potok Salzer) je drobný potok, levostranný přítok Habartovského potoka v Krušných horách a Sokolovské pánvi v okrese Sokolov v Karlovarském kraji. Délka toku měří 2 km.

## Průběh toku
Potok pramení v Krušných horách v nadmořské výšce okolo 530 metrů severně od Habartova. Nejprve si tok udržuje přibližně jihovýchodní směr ažk silnici z Kluče do Habartova. Podtéká silnici, opouští Krušné hory a pokračuje již v Sokolovské pánvi. Směr toku mění na jižní a asi po 350 metrech se otáčí k jihozápadu. Ve svahu rekultivované výsypky nad západním okrajem jezera Medard teče pod zástavbou Habartova k jeho jihozápadnímu okraji, kde se zleva vlévá do Habartovského potoka.